# NDA (canción)
«NDA» es una canción de la cantante estadounidense Billie Eilish. Se lanzó el 9 de julio de 2021, a través de Interscope Records como el quinto sencillo de su segundo álbum de estudio Happier Than Ever. La canción fue escrita por Eilish y su hermano Finneas O'Connell. Líricamente, la canción habla sobre la batalla de Eilish con la fama y la privacidad, además de abordar sobre sus relaciones.

## Antecedentes y lanzamiento
El 27 de abril de 2021, Billie Eilish anunció su segundo álbum de estudio Happier Than Ever (2021). El lanzamiento de «NDA» lo convirtió en el quinto sencillo del álbum, después del sencillo anterior «Lost Cause», que fue lanzado un mes antes, el 2 de junio de 2021. «NDA» fue anunciado a través de una publicación de Instagram de Eilish junto con un video musical el 1 de julio de 2021.

## Composición
La canción fue coescrita por Eilish y su hermano Finneas  y producida por este último. Fue masterizada por Dave Kutch y mezclada por Rob Kinelski, quienes también se desempeñaron como personal de estudio. «NDA» es un tema trance, pop, y hyperpop, que ofrece atmosféricos sintetizadores y sub-bajo.   Líricamente, canta sobre su fama, privacidad, relaciones y acosadores.

## Video musical
El video musical de «NDA» fue dirigido por Eilish y publicado en su canal de YouTube el 9 de julio de 2021. En el se muestra a Eilish caminando sola por la noche en un camino desierto. En una entrevista con Apple Music, Eilish reveló que este no era el concepto original para el video musical, y que el original fue descartado debido a complicaciones. Chris Willman de Variety, vio el video musical como una continuación del «humor mordaz característico de Eilish y su lenguaje contundente».

## Créditos y personal
Créditos adaptados de Tidal.
- Billie Eilish – composición, voz, ingeniería vocal
- Finneas O'Connell – composición, producción, arreglista vocal, programación de batería, percusión, bajo sintetizado, sintetizador
- Dave Kutch – ingeniería de masterización
- Rob Kinelski – mezcla

## Posicionamiento en listas
| Listas (2021)                                 | Mejor posición |
| --------------------------------------------- | -------------- |
| Alemania (Official German Charts)             | 35             |
| Australia (ARIA)                              | 16             |
| Austria (Ö3 Austria Top 40)                   | 31             |
| Canadá (Canadian Hot 100)                     | 18             |
| Canadá (CHR/Top 40)                           | 43             |
| Eslovaquia (Official Charts Company)          | 31             |
| Estados Unidos (Billboard Hot 100)            | 39             |
| Estados Unidos (Hot Rock & Alternative Songs) | 3              |
| Estados Unidos (Mainstream Top 40)            | 25             |
| Estados Unidos (Rock Airplay)                 | 33             |
| Francia (SNEP)                                | 104            |
| Global 200 (Billboard)                        | 20             |
| Grecia (IFPI)                                 | 19             |
| Hungría (Stream Top 40)                       | 34             |
| Irlanda (IRMA)                                | 13             |
| Lituania (AGATA)                              | 10             |
| Noruega (VG-lista)                            | 16             |
| Nueva Zelanda (RMNZ)                          | 14             |
| Países Bajos (Single Top 100)                 | 55             |
| Portugal (AFP)                                | 33             |
| Reino Unido (Official Charts Company)         | 23             |
| República Checa (Singles Digitál Top 100)     | 36             |
| Singapur (RIAS)                               | 25             |
| Suecia (Sverigetopplistan)                    | 25             |
| Suiza (Schweizer Hitparade)                   | 27             |

## Historial de lanzamiento
| País           | Fecha               | Formato                     | Discográfica          | Ref    |
| -------------- | ------------------- | --------------------------- | --------------------- | ------ |
| Varios         | 9 de julio de 2021  | Descarga digital, streaming | Darkroom e Interscope | [ 10 ] |
| Italia         | 9 de julio de 2021  | Contemporary hit radio      | Universal             | [ 44 ] |
| Australia      | 16 de julio de 2021 | Contemporary hit radio      | UMA                   | [ 45 ] |
| Estados Unidos | 20 de julio de 2021 | Contemporary hit radio      | Darkroom e Interscope | [ 46 ] |
| Estados Unidos | 20 de julio de 2021 | Radio alternativa           | Darkroom e Interscope | [ 47 ] |